# Anna-Karin Westerlund
Anna-Karin Westerlund, född 18 februari 1949 i Husby-Långhundra församling, är förste arkivarie vid Landsarkivet i Uppsala och en svensk politiker tillhörande Moderata samlingspartiet. Hon var ordförande i Namngivningsnämnden i Uppsala kommun 2008–2014 och är ordförande i stiftelsen för Dag Hammarskjöldbiblioteket sedan 2007. 
Tidigare var Westerlund länsordförande i Moderatkvinnorna i Uppsala län. Hon är även ledamot i Kyrkomötet (Svenska kyrkan) för Uppsala stift, invald för nomineringsgruppen Borgerligt alternativ.
I egenskap av släktforskare har Westerlund förekommit som sakkunnig i TV-programmet Vem tror du att du är?.

### Fotnoter
1. ↑  ”Premiär för Släktforskarkryssning”. Sveriges hembygdsförbund. 24 januari 2015. sid. 2. http://dis-vast.o.se/wordpress/wp-content/uploads/2015/03/kryssning2015.pdf. Läst 4 januari 2016.